# Horn (Amsterdam)
Horn (ook wel De Horn) is een buurtschap in de gemeente Amsterdam. De plaats is gelegen aan de Vecht ten zuidoosten van Weesp, aan de gelijknamige weg Horn. Tot 1966 lag de buurtschap in de gemeente Weesperkarspel en tot 2022 lag de buurtschap in de gemeente Weesp.